# María Pinto

María Pinto é uma comuna da Província de Melipilla, na Região Metropolitana de Santiago, no Chile. Integra juntamente com as comunas de Alhué, Curacaví, Isla de Maipo, San Pedro, Melipilla, El Monte, Padre Hurtado, Talagante e Peñaflor o Distrito Eleitoral N° 31 e pertence a 7ª Circunscrição Senatorial da XIII Região Metropolitana de Santiago.
A comuna localiza-se aproximadamente 39 km a oeste de Santiago e a 26 km de Melipilla.
A comuna limita-se a: 
- sudeste com Melipilla;
- Nordeste com Curacaví;
- oeste com Cartagena e Casablanca, na Região de Valparaíso.